# Le Molay-Littry
Le Molay-Littry je francouzská obec v departementu Calvados v regionu Normandie. V roce 2010 zde žilo 3 086 obyvatel.